# 저지대모자이크꼬리쥐
저지대모자이크꼬리쥐(Paramelomys platyops)는 쥐과에 속하는 설치류의 일종이다. 인도네시아와 파푸아뉴기니에서 발견된다.